# Богадельня имени С. А. и А. П. Тарасовых
Богадельня имени С. А. и А. П. Тарасовых — здание в Москве по адресу улица Шаболовка, дом 4, строение 1. Выявленный объект культурного наследия.

## История

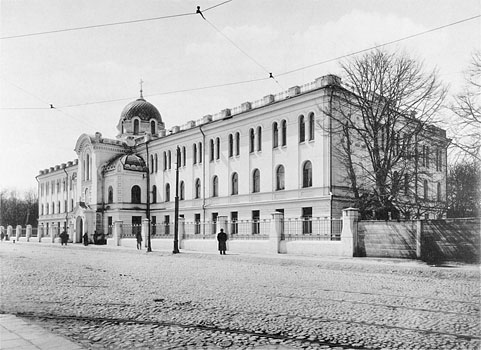
Здание в альбоме Московского городского управления 1913 года

«Городское убежище имени С. и А. Тарасовых» было названо в честь супругов Степана Алексеевича и Анны Павловны Тарасовых. После их смерти, согласно завещанию вдовы Степана Алексеевича 900 тысяч рублей было выделено на устройство благотворительного учреждения. Строительство велось в 1911—1912 годах по проекту архитектора А. И. Роопа.
Фасад богадельни отличается строгостью и выполнен преимущественно в византийском стиле: узкие окна третьего этажа, завершающий центр здания купол и выступающий массив центрального ризалита. Вместе с тем, в центральной части здания использован ряд элементов русского стиля, к которым относятся полуколонны у входного портала, маленькие кокошники, ширинки и зубчики.
Выделение середины дома декоративными элементами объясняется тем, что здесь был устроен домовый храм, освящённый 25 октября 1912 года во имя Воскресения Словущего. В храме имелось два придела в честь архидиакона Стефана и в честь святых Иоакима и Анны, которые являлись небесными покровителями благотворителей Тарасовых. На месте выходящих на Шаболовку вытянутых окон располагался алтарь храма, по бокам к нему примыкали алтари приделов. Внутренние стены церкви были покрыты росписями, иконостас выполнен из дуба, в саду богадельни была поставлена звонница с шестью колоколами. В северной части, в саду убежища, была сооружена звонница с 6 колоколами.
Согласно уставу богадельни, учреждение предназначалось для «лиц интеллигентных, а также и таких, кто провёл жизнь не в нищете, а в известном достатке».
С приходом советской власти убежище превратилось в «Инвалидный дом имени Радищева». По инициативе В. И. Ленина, в апреле 1922 по решению оргбюро ЦК РКП(б) перепрофилирован в «Дом политкаторжан», предназначенный для организации социального пансионата для политкаторжан и ветеранов революции. Позднее переименован в «Дом ветеранов революции имени Ильича — Интернат для ответственных работников партии на Шаболовке», который был эвакуирован с началом Великой Отечественной Войны и в конечном итоге был переведён в Переделкино. Домовая церковь была закрыта в 1923 году, а на её месте устроен клуб. В послевоенное время освободившиеся здание заняло Министерство социального обеспечения РСФСР. После распада СССР в здании располагался Пенсионный фонд РФ, в настоящее время здание занимает Социальный фонд РФ.
Внешний облик здания не претерпел существенных изменений, сохранился в том числе купол домовой церкви. Интерьер дома, наоборот, изменился до неузнаваемости, сильным преобразованиям подвергся также сад бывшей богадельни.